# 奥托·迪克斯
奥托·迪克斯（德語：Otto Dix，1891年12月2日—1969年7月25日），德国画家，新即物主義的代表人物之一。迪克斯性格内向，不善于以文字表达思想，但其油画和版画作品却具有强烈的艺术震撼力。
迪克斯出生于塞林吉亚，1901年起在德累斯顿工艺美术学院学习4年，16岁给一位装饰艺术家当了4年学徒。此时表现主义在德国很流行，“桥社”和梵高的作品给了他很大影响。第一次世界大战爆发后他参加了德国炮兵部队，之后又参加机枪连，画了许多士兵肖像。他喜欢战争的紧张刺激，试图用一种客观的心态来刻画战争。这些战争画体现了他早期的“反绘画”理念。1922年到杜塞尔多夫美术学院进修3年。他不喜欢政治，拒绝民族主义的游行。
1927年，迪克斯成为德累斯顿美院教授，纳粹崛起后被开除，因为他对德国阴暗面的刻画与对下层阶级的同情让纳粹深感恐惧。他的作品在德国被禁，在国外却大获成功。迪克斯避居康斯坦斯湖区，创作风景画，然而还是于1939年被捕。1945年德国战败前夜被强征入军中，次年才得以自由。之后他回到了湖区，1967年访问希腊时瘫痪，1968年完成了最后之作，次年病逝。
迪克斯早期作品风格奇特，有些带有色情意味，受达达主义的影响。他深受战争创伤，作品中讽刺性多于攻击性，除了无意义的英雄之死，引起人身心厌恶的一些东西也成为他表现的对象。三联画的古典画法被他运用自如。1920年代他创作了大量肖像画，以荒诞的手法抨击社会丑恶现象。1922年开始创作的作品《挖壕防御》后来成为他的代表作之一。该作一开始被认为有反军国主义性质，后来在1937年参加了纳粹“破坏性美术展”，其后从人们的视野中消失。迪克斯在青年时代就作了不少水彩画，色彩感强烈，与油画的成就不相上下。1925年游历意大利时研究了矫饰派的风格，然而回德累斯顿后已完成了到客观主义的转折。
1930年代迪克斯隐居时期的风景画注重细节表现，偏爱透明颜料。布吕格尔、多瑙河畔画家、康拉德·维茨都给他影响。他还借鉴了16世纪绘画对圣经中风景的描绘。人物画依然是他的一个领域，《死亡的胜利》、《七大胜利》讽刺了纳粹主义的统治。《罗特和他的女儿们》则以德累斯顿的毁灭为背景。